# Dasophrys loewi
Dasophrys loewi là một loài ruồi trong họ Asilidae. Dasophrys loewi được Londt miêu tả năm 1981. Loài này phân bố ở vùng nhiệt đới châu Phi.